# SiS 315

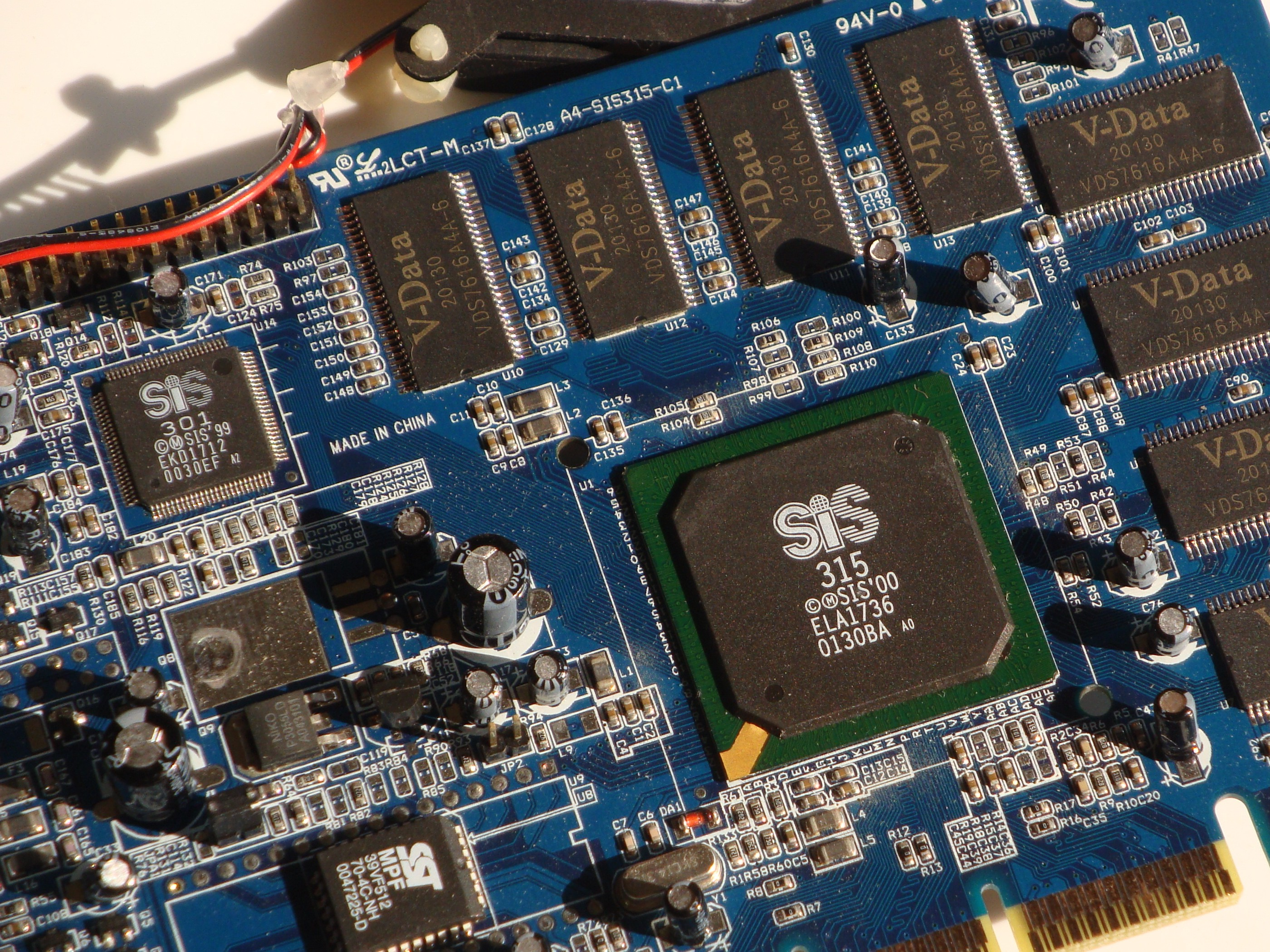
SiS315とコンパニオンチップSiS301

SiS315（シス サンイチゴ）は、SiS社が開発したビデオチップ（グラフィックアクセラレータ）である。性能・価格的には、ローエンドからメインストリームクラスの製品である。

## 概要

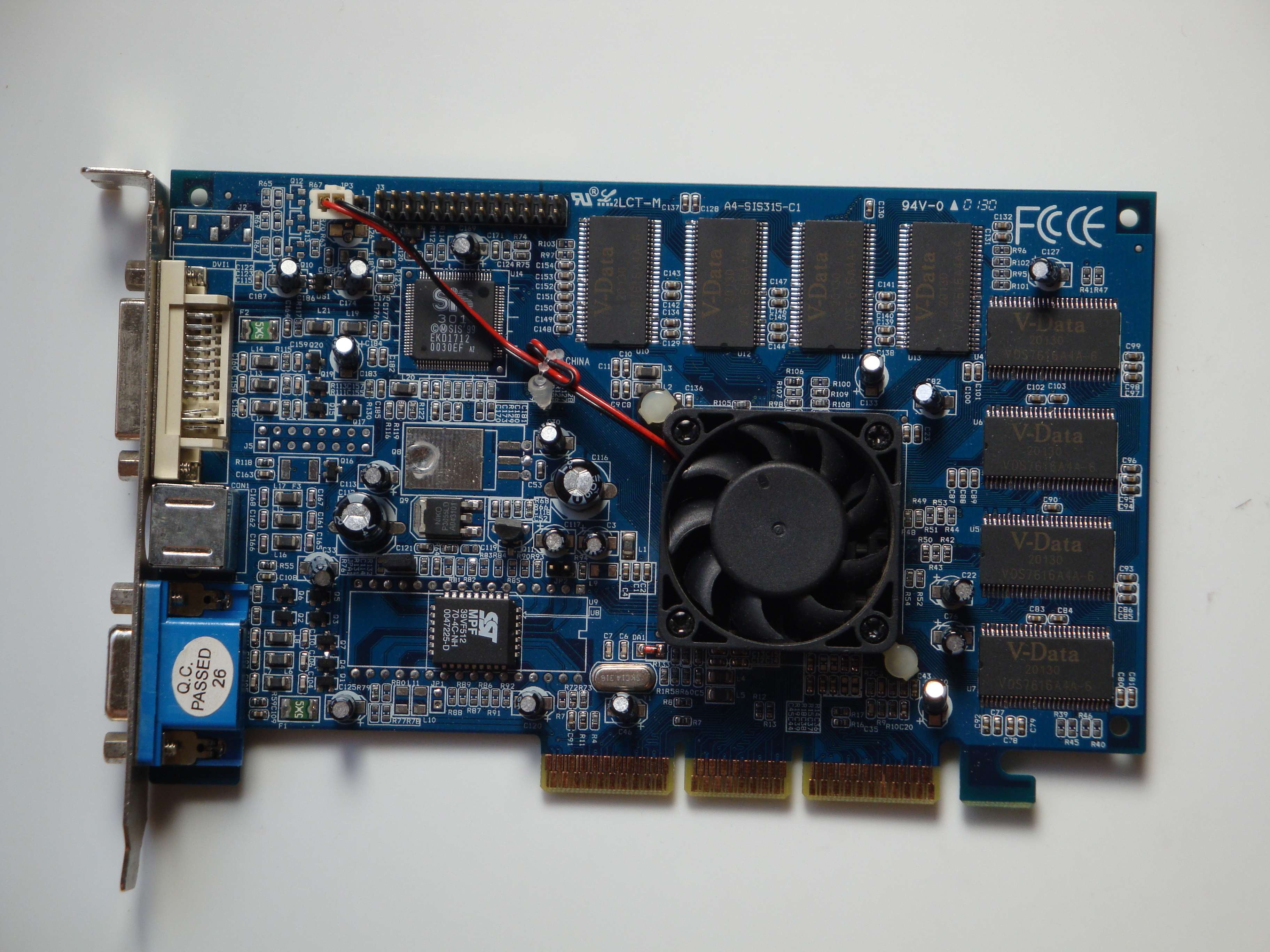
SiS315採用製品の例。

SiS315は、SiSによるビデオチップ「SiS300」の後継製品として2000年12月に発表された。
グラフィックスコアは256ビットの3Dエンジンと128ビットの2Dエンジンで構成され、128ビットのメモリバスで接続される128MBまでのDDR SDRAMまたはSDRAMをサポートする。MCによる動画再生支援に対応する。インタフェースはAGP 4xまたはPCI。
ハードウェアT&Lエンジンを搭載し、DirectX 7世代の製品となる。またテクスチャ圧縮技術"DXTC"にも対応している。
コンパニオンチップのSiS301を併用することで、デュアルディスプレイ機能Double Scene Technologyを利用可能となる。これによりセカンダリの出力はVGAだけでなく、DVIまたはS-Video/NTSC/PALの出力も可能となる。

## 歴史
- 2000年12月: SiS315発表。

## 製品
| 製品名  | 製造プロセス | コアクロック | メモリクロック                 | メモリバス幅 | 最大容量 | インターフェース |
| ------- | ------------ | ------------ | ------------------------------ | ------------ | -------- | ---------------- |
| SiS315  | 150 nm       | 166 MHz      | 333 (166×2) MHz or 166MHz(SDR) | 128ビット    | 128MB    | AGP 4x           |
| SiS315e | 150 nm       | 143 MHz      | 143MHz(SDR)                    | 64ビット     | 64MB     | AGP 4x           |

## 派生品

### SiS315e
SiS315eはSiS315をベースとした廉価モデルである。コア・メモリクロックともに143MHzに落とされ、さらにメモリバス幅が64bitに半減している。SiS315と比較して大幅に性能が落ちるが、単にSiS315と呼称され混同されることもあった。

### Real256E (Mirage1)
SiSは2001年9月、インテルPentium 4プラットフォーム向けとしては世界初となるグラフィクス統合チップセットとなるSiS650、および、AMDプラットフォーム向けの統合チップセットSiS740を発表した。これらに統合されるReal256EグラフィックスコアはSiS315がベースとなっている。Real256Eは低価格帯向け統合グラフィックスとしては初めてハードウェアT&L機能を搭載したことを特徴とするが、SiS650、SiS741などでは省略されている。その他、VRAMがシステムメモリと供用となって最大64MBに抑えられており、単体ではデュアルモニターにも対応していない（SiS301Bの追加により可能）。
2003年7月、SiSはReal256EをMirage1グラフィックスコアと改称し、統合チップセットSiS661FXを発表した。この際、SiSは「Mirage1グラフィックスコアは初のDirectX9対応統合グラフィックスである」と説明した。しかしMirage1はSiS315をベースとするReal256Eと同じコアであり、ハードウェア的にはDirectX9どころかDirectX8.1対応の要件すら満たしていない。これはドライバがDirectX9にソフトウェア対応しているという意味に過ぎない為、一般的な意味での「DirectX9対応」とは全く意味が異なる。